# Høvdingsgård
Høvdingsgaard er dannet i 1688 af Kronen og blev kaldt Høvdingshus. Navnet Høvdingsgaard er fra 1774. Gården ligger i Mern Sogn i Vordingborg Kommune. Hovedbygningen er opført i 1852 og er ombygget i 1901
Høvdingsgaard Gods er på 792 hektar
Anders Lassen, der var den eneste person uden for Commonwealth der modtog Victoriakorset under anden verdenskrig blev født på gården i 1920

## Ejere af Høvdingsgaard
- (1688-1774) Kronen
- (1774-1785) Hans Gustav Lillienskiold
- (1785-1795) Niels Lunde Reiersen
- (1795-1798) Peter Uldall
- (1798-1799) Anthonette Hansen gift Uldall
- (1799-1833) Lars Terpager Hagen
- (1833-1848) Peter Larsen Hagen
- (1848-1871) Ernst Frederik Andreas Bilsted
- (1871-1873) Regine Hagen gift Bilsted
- (1873-1901) F.P.A. Uldall / Bredo O. E. Obelitz
- (1901-1917) Axel Frederik Julius Christian Lassen
- (1917-1929) Emil Victor Schau Lassen
- (1929-1938) E.A. Hagstrøm
- (1938-1963) Hans Lystrup
- (1963-1987) Karen Marie Hansdatter Lystrup gift Dinesen
- (1987-) Anita Dinesen gift Halbye / Torben Halbye